# گلرخ‌ها
گلرخ‌ها (نام علمی: Pytilia) یک تیره از پرندگان دانه‌خوار کوچک با رنگ روشن از تیرهٔ سهرگان ریز (Estrildidae) است. آنها در سراسر آفریقا پراکندگی دارند.
این سرده دارای پنج گونه است.